# Pentarchia (politica)
Il termine pentarchia (letteralmente governo di cinque dal greco pente "cinque" e archia "comando") può essere applicato a qualsiasi sistema di governo nel quale il potere sia condiviso da cinque soggetti o persone, che lo esercitano con pari dignità e autorità.

## Politica italiana

### Ottocento
Nella storia della politica italiana, pentarchia fu il nome dato all'opposizione moderata di sinistra durante il cosiddetto trasformismo sotto i governi di Agostino Depretis. È così chiamata perché fu guidata da cinque "capi": Francesco Crispi, Giuseppe Zanardelli, Alfredo Baccarini, Benedetto Cairoli e Giovanni Nicotera.
Nel 1883, a seguito dell'esaurimento dell'esperienza politica della Sinistra Storica in Italia, il tentativo di mantenere il potere da parte di Agostino Depretis e della fazione parlamentare di cui era a capo, portò alla fase storica della politica italiana conosciuta come trasformismo. Tale stagione politica vide la convergenza d'interessi di Sinistra e Destra e l'ingresso di molti esponenti della corrente maggioritaria della Destra Storica (capeggiata da Marco Minghetti) nella maggioranza ministeriale, e al contempo, l'esclusione di alcune forze della Sinistra Storica e l'emarginazione definitiva dell'Estrema Sinistra Storica, ovvero i radicali di Giovanni Bovio e Felice Cavallotti. Ma l'operazione, più che sui radicali, ebbe ripercussioni sulla parte moderata del settore sinistro: essa si costituì in opposizione, e prese il nome appunto di pentarchia, in considerazione del fatto che era guidata da cinque uomini.
Questa opposizione, istituzionale e filomonarchica, si affiancò dunque a quella radicale e antisistemica dell'Estrema. La sua esperienza durò poco, e alla sua credibilità venne a nuocere il sospetto che si fosse composta per opera e volontà di un gruppo di uomini i quali erano accomunati esclusivamente dalla comune aspirazione a divenire Presidente del Consiglio. Con la fine di Depretis, ma ancor prima, con l'ingresso nell'ultimo gabinetto trasformista di Crispi, in qualità di Ministro dell'Interno, la Pentarchia si poté considerare definitivamente tramontata.

### Novecento
Fu chiamata la “Pentarchia” la commissione incaricata dal Consiglio nazionale del Partito Nazionale Fascista di preparare la lista dei candidati governativi, fascisti e fiancheggiatori, per la consultazione elettorale del 1924: Cesare Rossi, Giacomo Acerbo, Aldo Finzi, Michele Bianchi e Francesco Giunta.
Ribattendo a "coloro che parlano ancora della «Camera eletta da Cesare Rossi»", quest'ultimo nell'esilio parigino attribuì all'intero collegio dei cinque prescelti da Mussolini la stesura del Listone, dichiarando a Gaetano Salvemini: «quando vi partecipai attivamente fu proprio soltanto per perorare l'inclusione nella lista di uomini i quali - nel mio intento - per le loro origini elettorali e per le loro tendenze politiche avrebbero dovuto conferire alla lista governativa un carattere meno angusto e meno fazioso ed alla lotta un respiro più ampio. Fra nomi di cui sostenni l'inclusione ricordo: De Nicola, De Nava, Orlando, Fera, Cappa Innocenzo, Gasparotto, Terzaghi, Savelli, Boeri, Volpe, Viola, Ponzio ecc.».